# Pardosa condolens
Pardosa condolens là một loài nhện trong họ Lycosidae.
Loài này thuộc chi Pardosa. Pardosa condolens được Octavius Pickard-Cambridge miêu tả năm 1885.